# Опит за държавен преврат в Испания (1936)
Опитът за държавен преврат в Испания от юли 1936 г. е националистически и военен бунт, който има за цел да свали Втората испанска република, но прераства в гражданска война. Националистите се борят срещу републиканците за контрол над Испания. Самият преврат е организиран за 18 юли 1936 г., въпреки че започва предишния ден в Испанско Мароко, и води до разделяне на испанския военен и териториален контрол, а не до бързо предаване на властта.
Преврата е планиран да бъде бърз, но правителството запазва контрола над по-голямата част от страната, включително Малага, Хаен и Алмерия. Кадис е превзет от бунтовниците, а генерал Гонсало Кейпо де Ляно успява да осигури Севиля. В Мадрид бунтовниците са притиснати в казармите Монтаня, които падат с много кръвопролития. На 19 юли кабинетът, оглавяван от новоназначения министър-председател Хосе Хирал, нарежда раздаването на оръжие на синдикатите, което помага да бъдат победени бунтовниците в Мадрид, Барселона и Валенсия, като анархистите поемат контрол над големи части от Арагон и Каталуния. Генерал Мануел Годед се предава в Барселона и по-късно е осъден на смърт. Бунтовниците си осигуряват подкрепата на около половината от испанската армия, която възлиза на около 66 000 войници, както и 30 хилядната армия на Африка. Африканската армия е най-професионалната и способна военна сила на Испания. Правителството задържа по-малко от половината доставки на пушки, тежки и леки картечници и артилерийски оръдия. И двете страни имат малко танкове и само остарели самолети, докато военноморският капацитет е сравнително равен. Дезертирането на много редовни офицери отслабва всички видове републикански части.

## Причини и подготовка
Непосредствената причина за бунта е отхвърлянето на политиката на Втората република от значителна част от испанското общество, включително мнозинството от офицерите след победата на парламентарните избори през 1936 г. на Народния фронт (коалиция на либерални и леви партии, където левите либерали, социалистическите и комунистическите партии играят водеща роля). Народният фронт побеждава враждебните към него десни партии с малка преднина, но това е достатъчно, за да получи парламентарно мнозинство и правото да състави правителство, което е оглавено от лидера на ляво-либералната партия Републиканска левица Мануел Асаня. Властта на левицата е допълнително укрепена след ранното отстраняване през април 1936 г. на консервативния президент Нисето Алкала-Самора, след което Асаня заема неговото място, а Сантяго Касарес Кирога, близък до Асаня, става министър-председател.
След като идва на власт, Народният фронт ускорява реформите, започнали през 1932 – 1933 г. Особено внимание заслужават следните нейни мерки, които послужват за причина за бунта на 18 юли:
- намаляване на генералския и офицерския състав, отстраняване на консервативни и дяснорадикални генерали и офицери от ключови позиции;
- постепенно отчуждаване за обратно изкупуване на излишните земевладелски земи и предаването им на селяните (раздадени са 750 000 хектара земя);
- прекратяване на преследването на синдикатите за конфликтите им с работодателите;
- отделяне на католическата църква от държавата;
- Нарастващо насилие в страната, терористични атаки и сблъсъци между десни и леви радикали.[3]

Значителна част от офицерите стават противници на Втората република от първите месеци на нейното съществуване в Испания (1931 г.). Основната причина за това е намаляването на числеността на армията и средствата за нейната издръжка при новата власт. И така, през август 1932 г. част от военните се опитват да направят пуч под ръководството на генерал Хосе Санхурхо, който завършва с неуспех. И през 1935 г. под ръководството на същия Санхурхо, който живее в изгнание, е създаден Испанският военен съюз - полулегално сдружение на консервативно настроени офицери.
Този съюз си поставя за цел „спасението на Испания“, тоест смяната на властта в страната чрез военен преврат. Още през февруари 1936 г., когато стават известни резултатите от парламентарните избори, лидерите генерали Франсиско Франко и Мануел Годед, се опитват да осуетят прехвърлянето на властта от дясноцентристката коалиция към Народния фронт. Президентът на страната Алкала-Самора оставя въпроса за анулирането на изборите на усмотрението на министър-председателя Портела Виладарес, който не смее да го направи, опасявайки се, че опитът за „открадване на победата“ от Народния фронт може предизвика незабавна гражданска война.
Правителството на Касарес Кирога се опитва да замрази дейностите на военния съюз, като изпраща най-видните му членове да служат в отдалечени райони на страната; така Франко е преместен на Канарските острови, Годед - на Балеарските острови, а действителният ръководител на съюза, генерал Емилио Мола, с прякор "Директорът" - Навара. Освен това новите власти насърчават дейността на Републиканския антифашистки военен съюз (РАВС), лоялен към Народния фронт. Десните радикали, особено фалангистите, се опитват да отговорят на това, като убиват леви военни. Например на 12 юли 1936 г. е убит левият лейтенант Кастийо. Като отмъщение, другарите на лейтенанта, водени от капитан Кондес, на 13 юли 1936 г. убиват един от лидерите на опозицията, десния радикален профашистки идеолог Хосе Калво Сотело. На ръководни длъжности в армията са назначени изключително политически надеждни офицери.
Това обаче не пречи на Мола и неговите помощници да продължат да подготвят антиправителствен бунт. Заговорниците получават съгласие за участие в бунта от мнозинството испански високопоставени офицери, които имат боен опит и награди. Изключение правят испанските военновъздушни сили, където либералните и социалистическите идеи са традиционно силни сред военните. Мола, след преговори, успява да постигне споразумение за съвместни действия с цивилни политици: монархисти и крайнодясната испанска фаланга. Позициите на заговорниците са силни в гражданската гвардия - испанската паравоенна полиция, чиито правомощия са значително намалени от републиката. Но повечето офицери от щурмова гвардия, създадена да защитава републиката, остават верни на републиката. Трябва да се отбележи, че Мола не привлича подкрепата на чужди държави. След началото започнат преговори за военна помощ с фашистка Италия и нацистка Германия.
Въпреки всички усилия на Мола и неговото обкръжение, известна информация за заговора достига до републиканските власти. „Директорът” дори е обискиран от републиканското контраразузнаване. На 23 юни генерал Франко, очевидно неубеден в успеха на бунта, пише писмо до ръководителя на правителството с двусмислени намеци за предстоящото представяне на военните и искане за връщането му в континентална Испания. Касарес Кирога обаче не придава никакво значение на слуховете за бунт и Франко пренебрегва писмото. Едва след това бъдещият каудильо се съглася да участва в бунта.
Датата на бунта е отлагана няколко пъти по различни причини. Крайният начален час е 17 часа на 17 юли. Според плана на Мола войските трябва да се надигнат първо в испанско Мароко, а след това в континентална Испания.

## Испанско Мароко и Южна Испания
Бунтът в Испанско Мароко започва по-рано от времето, посочено от Мола. Още на 16 юли започва бунт в мароканските части („Местни редовни войски“), наброяващи общо 14 хиляди души. Мароканците са безразлични към Втората република, тъй като тя не променя нищо в живота им, а участието в бунта обещава плячка и издигане в редиците. Ислямското духовенство на Мароко също подкрепя бунта.
Друга ударна сила на бунта е 11-хилядният испански чуждестранен легион, от чуждестранни авантюристи и престъпници. Испанските части на Африканската армия също се противопоставят на републиката. Африканската армия има боен опит в Рифската война и се смята за елита на испанските въоръжени сили. Тя е несравнимо по-силна от континенталните войски и фактът, че Африканската армия почти изцяло е част от бунта, е значителен успех за водачите му.
До правителството в Мадрид достигат слухове, че войските в Мароко скоро ще се разбунтуват. Касарес Кирога се свързва с командира на протектората генерал Гомес Прадо и го моли да докладва за ситуацията в Испанско Мароко. Гомес Прадо е лоялен към републиката, но няма абсолютно никакъв контрол над ситуацията и не може да съобщи нищо определено. Скоро той е арестуван от бунтовниците.
Бунтът в Мароко е доста бърз и успешен. До вечерта на 17 юли бунтовническите войски поемат властта в столицата на протектората Тетуан, Мелиля, Сеута и други големи градове. Те разпространяват призива на генерал Франко, който по това време ръководи бунта на Канарските острови. В обръщението, държано в демократична реторика, няма нито дума за установяване на военна диктатура, става дума само за необходимостта от борба с анархията и установяване на ред в Испания. Съпротивата срещу метежниците в Мароко се оказва основно от няколко активисти на леви партии и синдикати. От военните само части от военновъздушните сили се обявяват срещу бунта. Въпреки това и двата центъра на съпротива са бързо превзети, а организаторите им разстреляни (дори родството с Франко не спасява Лапуенте - братовчеди). Почти всички офицери на Мароко, които заемат най-високите командни длъжности, като правило подкрепят Народния фронт, също са застреляни.
Твърди се, че бунтовниците от Мароко са предали на Испания условна фраза: „Безоблачно небе над цяла Испания“ като парола за бунт вече там. Испанските източници обаче не потвърждават това и много испански историци го поставят под въпрос.
Според плана на Мола важна роля е отредена на южната испанска провинция Андалусия. Тя трябва да се превърне в плацдарм за десанта на африканската армия и нейното настъпление на север. Въпреки това, "Директорът" е наясно, че няма да е лесно да се овладее дори част от Андалусия; в този регион Народният фронт се радва на широка обществена подкрепа, а столицата на Андалусия Севиля се смята за крепост на испанските анархисти и комунисти.
Показателно е, че бунтът в Севиля е поверен да ръководи не местните военни, а възрастният началник на корпуса на карабинерите генерал Гонсало Кейпо де Ляно. Кейпо де Ляно е известен като либерал и борец срещу монархията, поради което той абсолютно не е заподозрян от властите в участие в бунта. Въпреки това, следобед на 18 юли, той, заедно с четирима верни офицери, се явява пред командира на гарнизона на града и го арестува, заявявайки, че цяла Испания вече е в ръцете на бунтовниците. По същия начин поема контрола над всички важни институции в града и вечерта обявява по радиото пълния успех на пуча в цяла Испания и в частност в Севиля.
Лъжата обаче бързо е разкрита - Кейпо де Ляно държи само центъра на Севиля и има само по-малко от 200 привърженици. Комунистите и анархистите започват набързо да формират своите отряди, местната щурмова гвардия (алтернативна полиция, създадена при републиката като противовес на гражданската гвардия) решително застава на тяхна страна. Противниците на Кейпо де Ляно обаче почти нямат оръжия и градските власти отказват да им дадат такива. Освен това гарнизонът на Севиля, след известно обсъждане, се присъединява към пучистите и на 20 юли части от африканската армия започват да пристигат в града. Въпреки това, уличните боеве продължават в Севиля още една седмица, завършвайки с победата на Кейпо де Ляно.
Десантът на африканците и бездействието на републиканските граждански и военни власти позволяват на бунтовниците да вземат превес в редица други андалуски градове – Кадис, Алхесирас, Гранада, Кордоба. В Малага, Хаен, Уелва и Алмерия завършва с неуспех, тъй като привържениците на Народния фронт действат по-решително, но опората, необходима на бунтовниците в Андалусия, е създадена.
На територията, взета под контрол, Кейпо де Ляно въвежда военно положение и започва репресии срещу не само активисти на Народния фронт, но и офицери, които не са в бунта. И така, военният губернатор на Кордоба, генерал Мигел Кампинс е разстрелян, въпреки че е вярващ католик, консерватор по убеждения и отказва да даде оръжие на привържениците на републиката. Кампинс не е спасен дори от молбите за помилване от стария си приятел Франко. В същите дни испанския поет Федерико Гарсия Лорка също е екзекутиран от бунтовниците.

## В другите региони
Както прогнозира Мола, най-лесно се оказва да се вземе властта в патриархалните Навара и Стара Кастилия. Основното население на тези региони е проспериращо селячество, което мрази републиката; кастилските и наварските милиции по-късно са сред най-издръжливите бойци в испанската националистическа армия. Бунтът в Памплона, Бургос, Саламанка и Валядолид всъщност има характер на национален празник. Съпротива оказват няколко активисти на Народния фронт и републикански офицери, прехвърлени от други региони на Испания.
И така, на 18 юли е арестуван генерал Доминго Батет, командир на VI-ти военен окръг. Батет се досеща за предстоящия бунт, но буквално ден преди бунта Мола му дава дума, че не знае нищо за заговор срещу правителството. Шест месеца по-късно, до голяма степен по настояване на Франко, Батет ще бъде екзекутиран, въпреки че много военни, например Кейпо де Ляно, се изказват в негова защита. Командирът на VII-ми военен окръг генерал Молиеро оказва въоръжена съпротива на пучистите по време на ареста му и загива при престрелката.
В друг северозападен регион на Испания, Галисия, симпатиите на населението към републиката са много по-силни. Не е изненадващо, че военните в центъра на провинцията Ла Коруня и друг голям галисийски град Виго не посмяват да действат до 20 юли. В тяхна полза е фактът, че властите решават твърде късно да раздадат оръжие на своите привърженици. Въпреки това, уличните боеве в градовете на Галисия продължават още една седмица. Метежниците успяват да постигнат успех, те овладяват цяла Галисия, включително една от най-големите бази на испанския флот Ел Ферол.
В северната част на Испания, в Астурия, Кантабрия и баските провинции Алава, Гипускоа и Бискай, бунтът очаквано се проваля. Мола възлага известни надежди само на консервативната Страна на баските, но баските обаче, подобно на Навара, получават автономия от правителството на Народния фронт, срещу което се противопоставят испанските десни партии, и дори десните баски националистически духовници, въпреки традиционните карлистки симпатии, те нямат намерение да се бунтуват срещу републиката, защото за разлика от Навара, където левицата управлява, в други части на Страната на баските десните баски националистически духовници имат власт. В столицата на баските Билбао, бунтът е осуетен - служители, заподозрени в заговор, са арестувани, преди дори да започнат да действат. Войските се разбунтуват само в Сан Себастиан, но до 24 юли след ожесточени боеве, пучистите са блокирани в хотел в центъра на града и капитулират.
Бунтовниците превземат Овиедо, центърът на миньорската провинция Астурия, където позициите на социалистите и комунистите са много силни. През 1934 г. те вдигат въстание в Астурия, протестирайки срещу предаването на властта на десните републиканци. Но дори и тогава левите не успяват да превземат Овиедо. С избухването на бунта през 1936 г. командирът на военния окръг генерал Антонио Аранда уверява активистите на Народния фронт в своята лоялност. Освен това, когато част от милицията на астурийските работници решава да помогне на правителството, Аранда дори им дава партида пушки и картечници.
Въпреки това, веднага щом повечето от въоръжените поддръжници на Народния фронт напускат Овиедо, Аранда незабавно арестува и нарежда екзекуцията на местните лидери на Испанска социалистическа работническа партия и Комунистическа партия на Испания. Властта в града веднага преминава към военните и гражданската гвардия. Въпреки това, отрядите миньори бързо блокират града и до 17 октомври войските на Аранда са принудени да поддържат пълната защита на Овиедо.
Бунтът в столицата на Арагон, Сарагоса, се провежда в много отношения подобно на събитията в Овиедо и Севиля. Командващият 5-ти военен район генерал Мигел Кабанеляс е известен като привърженик на републиката. Участва в антимонархическия заговор, тогава дори е депутат от либералната Радикална партия. Говори се, че е бил принуден да участва в бунта буквално с оръжие.
С избухването на бунта Кабанеляс уверява правителството в своята безусловна лоялност. Въпреки това на 18 юли той арестува генерал Мигел Нунес де Прадо, генерален инспектор на авиацията, лоялен към републиката, и рано сутринта на 19 юли въвежда военно положение в Сарагоса. Сарагоса има репутация на анархистки град, но няма истинска съпротива срещу Кабанеляс. Освен в Сарагоса, бунтът завършва с успех и в някои други градове на Арагон (Жак, Теруел, Уеска и др.).
Испанският Левант и Каталуния остават изцяло в рамките на републиката. В столицата на Леванта, Валенсия, бунт изобщо няма. Само в Албасете гражданската гвардия успява да вземе властта, но седмица по-късно републиканските милиции възстановяват първоначалните си позиции в града.
Заговорниците имат малки шансове за успех в Каталуния и нейната столица Барселона, тогава най-големият град в Испания. Барселона е крепост на ултралевия анархистки синдикат Национална конфедерация на труда. По-малкият брат на Мола Роман, който служи там, съветва Емилио дори да не се опитва да свали републиката в Барселона. Но "Директорът" решава да рискува.
На разсъмване на 19 юли войските на генерал Мануел Годед акостират на пристанището на града - ден преди лесно да поемат властта на Канарските острови. Войските на Годед действат бързо и решително, бързо арестуват републиканските офицери и започват да контролират центъра на Барселона с най-важните институции (гара, поща, телеграф и др.).
Анархистите от Барселона обаче завземат арсенала на града, раздавайки оръжие на своите поддръжници. До вечерта на същия ден метежниците са обкръжени. Роман Мола загива в престрелка. Годед е пленен и скоро екзекутиран. В други каталунски градове бунтът изобщо не се състои.

## Бунт във флота
В тази ситуация важна роля е отредена на испанските военноморски сили – 2 бойни кораба, 7 крайцера, 17 разрушителя, 8 миноносеца, 5 канонерски лодки и 12 подводници, където, като се вземат предвид крайбрежните части, служат около 35 хиляди души. Те могат или да прехвърлят африканската армия в Испания, или да я оставят в Мароко. Всичко зависи от това кой ще надделее - офицерите, подкрепили преврата, или моряците, които са под влиянието на Народния фронт.
По-голямата част от флота остава при правителството на републиката. Бунтовниците получават само корабите, които са в пристанището на Ел Ферол: стария боен кораб „España“, строящите се крайцери „Canarias“ и „Baleares“, два леки крайцера и четири канонерски лодки.
Но от друга страна повечето от военноморските офицери подкрепят бунта. Те са убити в битки с моряци или арестувани от тях. Републиката губи по-голям брой компетентни морски специалисти - 17 адмирали от 21, 29 капитани 1-ви ранг от 31, 58 капитани 2-ри ранг от 65 и др.

## Резултат
До 22 юли е възможно да се обобщят окончателните резултати от бунта. Бунтовните военни превземат една трета от испанската територия (175 хил. кв. км.). Основната част от тяхната територия е консервативният аграрен северозапад на страната. От десетте най-големи града в Испания успяват да превземат само Севиля и Сарагоса.
Бунтът показва, че мнозинството от испанците по това време подкрепят Втората република и Народния фронт. Почти навсякъде, където е оказана активна въоръжена съпротива на бунтовниците, опита за преврат завършва с неуспех. В първите дни на войната въстаналите военни и техните съюзници са принудени с жестоки репресии да поддържат реда и подчинението на населението на своята територия. И така, само в Сарагоса, в първите дни след завземането на властта от бунтовниците, са екзекутирани повече от 2000 души, а в Ла Коруня - повече от 7000.
Бунтовниците изпитват остър недостиг не само на самолети и военни кораби, но и на патрони и малки оръжия. Повечето от испанските военни фабрики са разположени в Астурия и Каталуния, а тези региони са решително на страната на републиката.
Друг удар за пучистите е смъртта на техния лидер генерал Хосе Санхуро. Той загива на 20 юли при самолетна катастрофа, докато лети от Португалия, където живее през последните години, за Бургос. Няма равен на него по авторитет сред лидерите на пучистите. Набързо е съставено колегиално ръководство на бунтовниците („Хунта за национална отбрана“) под председателството на генерал Кабанеляс. Хунтата обявява себе си и своите войски за „национални сили“, националисти, борещи се за защита на религията, възстановяване на реда и унищожаване на комунистическата заплаха за Испания.
Но от друга страна, бунтовниците успяват да привлекат по-голямата част от сухопътните сили на своя страна. Те са подкрепени от основните доставчици на селскостопански продукти на страната - Стара Кастилия и Навара, което позволява на националистите да не изпитват проблеми с храната. В техните редици няма междупартийни борби, а във войските цари строга дисциплина, докато републиканците не могат да се похвалят с нито едно от двете. Много чужди държави също реагират със съчувствие на бунта, предимно съседна Португалия на Антонио Салазар, както и фашистка Италия и нацистка Германия, които скоро започват да оказват активна подкрепа на войските на Мола и Франко.
Така опитът за държавен преврат се превръща в гражданска война.